# Myrmica
Myrmica là một chi của loài kiến trong phân họ Myrmicinae. Các loài trong chi này phân bố phổ biến rộng rãi ở khắp các vùng ôn đới của các núi cao và Holarctic trong khu vực Đông Nam Á. Chi này bao gồm khoảng 200 loài được biết đến, và các phân loài bổ sung, mặc dù con số này chỉ có thể tăng ngay sau khi danh sách động vật, thực vật Trung Quốc và Neartic được sửa đổi. Sâu bướm Maculinea alcon sống trên thân cây ở các đầm lầy bắt chước bề ngoài của ấu trùng kiến Myrmica rubra và Myrmica ruginodis. Các con kiến bị lừa mang những "con sâu bướm bị bỏ rơi" về nuôi mà hoàn toàn không biết đó là kẻ khác loài. Thậm chí, kiến Myrmica rubra và Myrmica ruginodis còn chăm sóc sâu bướm chu đáo đến nỗi bỏ rơi các kiến con.

## Các loài

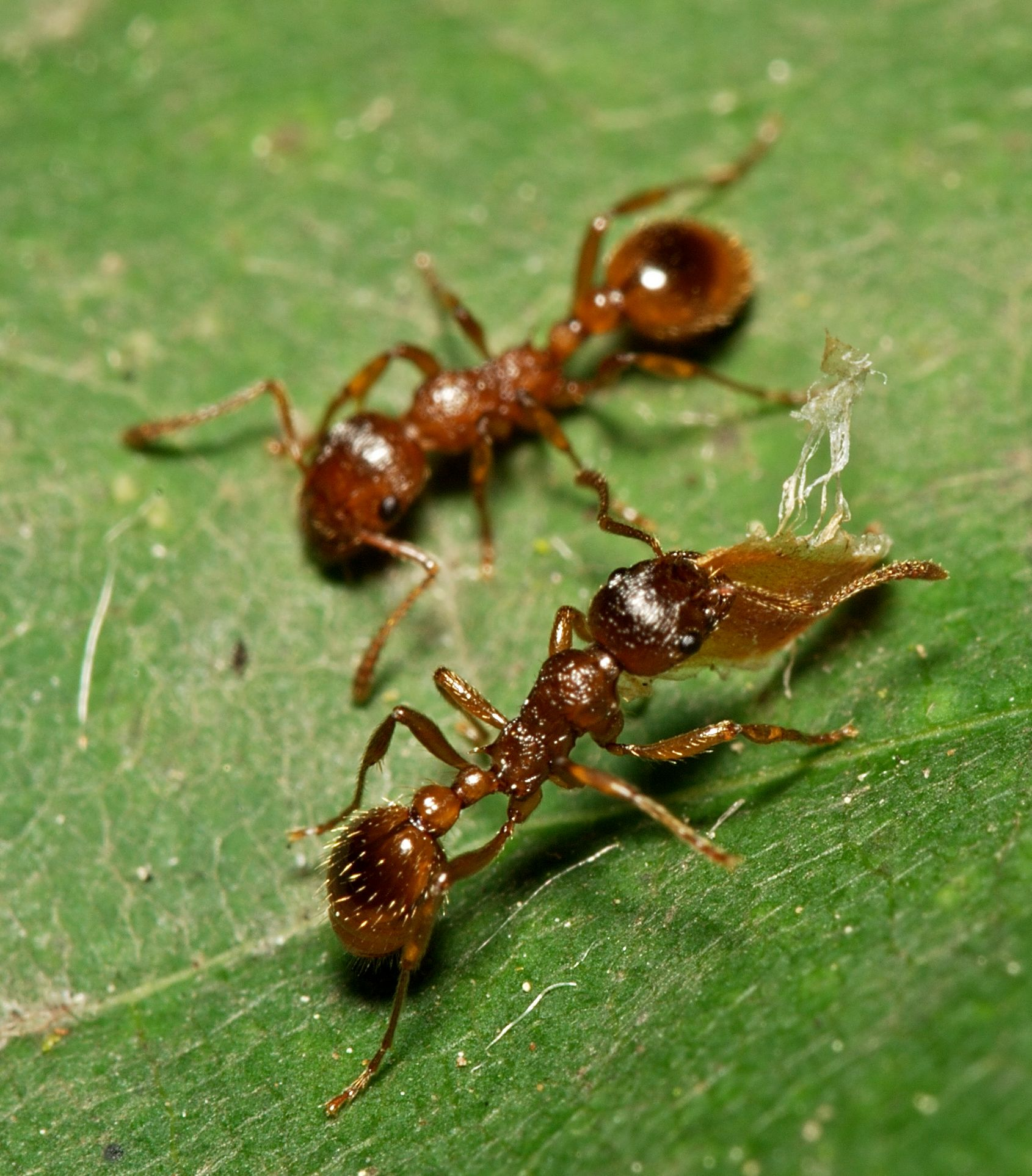
Myrmica sp. từ Đức

- M. ademonia Bolton
- M. afghanica Radchenko and Elmes
- M. aimonissabaudiae Menozzi
- M. alaskensis Wheeler
- M. aldrichi